# هنري كارون
هنري كارون (بالفرنسية: Henri Caron)‏ هو منافس ألعاب قوى فرنسي، ولد في 2 يوليو 1924 في نويليس سوس لينس في فرنسا، وتوفي في 29 أبريل 2002.

## وصلات خارجية
- هنري كارون على موقع أوليمبيديا (الإنجليزية)